# Campeonato Amapaense
Het Campeonato Amapaense is het staatskampioenschap voetbal van de Braziliaanse staat Amapá. De staat Amapá bevindt zich voor het overgrote deel in Amazonegebied en is dunbevolkt. Hierdoor zijn er maar weinig voetbalclubs en staat de staat altijd van onder in de CBF-ranking. Er mag één team deelnemen aan de nationale Série D, tussen 2016 en 2021 waren dit nog twee ploegen. Gezien geen enkel team actief is in hogere nationale reeksen is dit nagenoeg altijd de kampioen. 
Het kampioenschap van Amapá vindt plaats sinds 1944. Pas in 1990 werd het kampioenschap geprofessionaliseerd. Tot en met 1988 was dit niet mogelijk omdat Amapá de status van territorium had, in plaats van die van een officiële staat.
Net als de andere staatscompetities in Brazilië wil de competitieopzet van het kampioenschap van Amapá nog weleens veranderen.

## Nationaal niveau
Daar de competitie pas laat geprofessionaliseerd werd heeft er nooit een club uit Amapá in de Série A of Série B gespeeld in de tijd dat alle staten hier nog deelnemers voor mochten leveren. In 1992 was EC Macapá de eerste club van de staat op nationaal niveau in de Série C. Van 1998 tot 2008 speelde er elk jaar een club uit de staat in de Série C, Ypiranga was met vijf seizoenen de club die het vaakst in de Série C speelde. Na de invoering van de Série D, werd het opzet van de Série C nu dat van de Série D waardoor de staat elk jaar één deelnemer mag afleveren, geen van hen kon tot dusver promotie afdwingen naar de Série C.

## Winnaars
- 1944 Panair (1)
- 1945 Amapá
- 1946 Macapá
- 1947 Macapá
- 1948 Macapá
- 1949 niet gespeeld
- 1950 Amapá
- 1951 Amapá
- 1952 Trem
- 1953 Amapá
- 1954 Macapá
- 1955 Macapá
- 1956 Macapá
- 1957 Macapá
- 1958 Macapá
- 1959 Macapá
- 1960 Santana
- 1961 Santana
- 1962 Santana
- 1963 CEA
- 1964 Juventus (AP)
- 1965 Santana
- 1966 Juventus (AP)
- 1967 Juventus (AP)
- 1968 Santana
- 1969 Macapá
- 1970 São José
- 1971 São José
- 1972 Santana
- 1973 Amapá
- 1974 Macapá
- 1975 Amapá
- 1976 Ypiranga
- 1977 Guarany
- 1978 Macapá
- 1979 Amapá
- 1980 Macapá
- 1981 Macapá
- 1982 Independente
- 1983 Independente
- 1984 Trem
- 1985 Santana
- 1986 Macapá
- 1987 Amapá
- 1988 Amapá
- 1989 Independente
- 1990 Amapá
- 1991 Macapá
- 1992 Ypiranga
- 1993 São José
- 1994 Ypiranga
- 1995 Independente
- 1996 niet gespeeld
- 1997 Ypiranga
- 1998 Aliança
- 1999 Ypiranga
- 2000 Santos
- 2001 Independente
- 2002 Ypiranga
- 2003 Ypiranga
- 2004 Ypiranga
- 2005 São José
- 2006 São José
- 2007 Trem
- 2008 Cristal
- 2009 São José
- 2010 Trem
- 2011 Trem
- 2012 Oratório
- 2013 Santos
- 2014 Santos
- 2015 Santos
- 2016 Santos
- 2017 Santos
- 2018 Ypiranga
- 2019 Santos
- 2020 Ypiranga
- 2021 Trem
- 2022 Trem
- 2023 Trem
- 2024 Trem

### Titels per club
| Club         | Stad    | Titels | Seizoenen                                                                                              |
| ------------ | ------- | ------ | --- |
| Macapá       | Macapá  | 17     | (1944, 1946, 1947, 1948, 1954, 1955, 1956, 1957, 1958, 1959, 1969, 1974, 1978, 1980, 1981, 1986, 1991) |
| Amapá        | Macapá  | 10     | (1945, 1950, 1951, 1953, 1973, 1975, 1979, 1987, 1988, 1990)                                           |
| Ypiranga     | Macapá  | 10     | (1976, 1992, 1994, 1997, 1999, 2002, 2003, 2004, 2018, 2020)                                           |
| Trem         | Macapá  | 9      | (1952, 1984, 2007, 2010, 2011, 2021, 2022, 2023, 2024)                                                 |
| Santana      | Santana | 7      | (1960, 1961, 1962, 1965, 1968, 1972, 1985)                                                             |
| Santos       | Macapá  | 7      | (2000, 2013, 2014, 2015, 2016, 2017, 2019)                                                             |
| São José     | Macapá  | 6      | (1970, 1971, 1993, 2005, 2006, 2009)                                                                   |
| Independente | Santana | 5      | (1982, 1983, 1989, 1995, 2001)                                                                         |
| Juventus     | Macapá  | 3      | (1964, 1966, 1967)                                                                                     |
| CEA          | Macapá  | 1      | (1963)                                                                                                 |
| Guarany      | Macapá  | 1      | (1977)                                                                                                 |
| Aliança      | Santana | 1      | (1998)                                                                                                 |
| Cristal      | Macapá  | 1      | (2008)                                                                                                 |
| Oratório     | Macapá  | 1      | (2012)                                                                                                 |

## Eeuwige ranglijst
Clubs die vetgedrukt staan spelen in 2024 in de hoogste klasse.
| Club         | Stad           | /33 | Periode (1991-1995, 1997-2024)                                               |
| ------------ | -------------- | --- | ---------------------------------------------------------------------------- |
| Ypiranga     | Macapá         | 28  | 1991-1994, 1997-2006, 2008-2009, 2011-2013, 2015, 2017-....                  |
| Trem         | Macapá         | 65  | 1991-1994, 1999, 2003-2013, 2015-....                                        |
| Santos       | Macapá         | 25  | 1998-2004, 2006-2023                                                         |
| São Paulo    | Macapá         | 24  | 1998-2003, 2007-...                                                          |
| Macapá       | Macapá         | 21  | 1991-1995, 1997, 1999, 2005, 2008-2009, 2013-2018, 2020-....                 |
| Independente | Santana        | 20  | 1991-1995, 1998-1999, 2001-2002, 2008-2009, 2011-2013, 2015, 2017, 2021-.... |
| Cristal      | Macapá         | 17  | 1991-1995, 1997, 2000-2009, 2011                                             |
| Oratório     | Macapá         | 15  | 1991-1992, 1995, 1997, 2000-2002, 2009-2012, 2015, 2022-....                 |
| São José     | Macapá         | 15  | 1993-1994, 1997, 2001-2002, 2004-2009, 2011-2013, 2015                       |
| Amapá        | Macapá         | 14  | 1991-1993, 1995, 1997-1998, 2001-2008                                        |
| Santana      | Santana        | 14  | 2009-2016, 2019-....                                                         |
| Mazagão      | Mazagão        | 7   | 1999-2002, 2008-2009, 2011                                                   |
| Aliança      | Santana        | 6   | 1998-2003                                                                    |
| Londrina     | Macapá         | 2   | 1991, 1994                                                                   |
| Ruy Barbosa  | Ferreira Gomes | 1   | 2000                                                                         |